# 별의 소리
《별의 소리》(일본어: あなたに逢いたくて)는 2004년 1월 30일에 MBC에서 방영된 MBC & 후지 TV 공동제작의 한일합작 드라마이다.

## 등장 인물

### 주요 인물
- 조현재 : 성재 역
- 나카고시 노리코 : 미사키 역

### 주변 인물
- 이다해 : 지영 역
- 타니하라 쇼스케 : 슈우지 역
- 쿠로타니 토모카 : 토모코 역
- 이준기 : 찬규 역
- 김용희 : 민석 역